# The Bridal Pair
The Bridal Pair es un relato escrito por Robert William Chambers, que fue publicado en su colección de cuentos  The Maker of Moons, and other stories (1896). Narra la historia de un doctor en busca del único amor en su vida que al encontrarse con ella de nuevo se le da la noticia de su muerte.

## Sinopsis
El cuento comienza con un doctor hablando con otro doctor. El personaje principal menciona que necesita un descanso para después conversar sobre una de sus teorías que será algo muy distinto a lo ya planteado. Al llegar al sitio de descanso, el dueño del Willwood Inn recuerda a la perfección haber comido con el doctor justo hace tres años. Pasado el tiempo el doctor planea ir de cacería; además de buscar a la mujer de la cual se había enamorado. Por esa razón preguntaba al dueño sobre conocidos enterrados en un cementerio cercano al Willwood Inn y así reencontrarse con ella. Al caminar en dirección al cementerio se encuentra con ella. El doctor le habla a la mujer, contándole las ocasiones en la que la ha visto a lo que ella menciona haberlo visto también. La trama comienza cuando ella le dice que es una mujer que ya había conocido en la niñez, pero él recuerda que esa mujer, de nombre Rosemund, ya había muerto tiempo atrás. En ese momento ella le dice que murió justo en ese lugar donde se encontraron por primera vez, que entre ambos hubo un amor desde pequeños y que ahora es algo tan poderoso que sobrepasa la muerte; sin embargo, ella debe irse al llegar la luna nueva y él debe llegar antes para poder estar juntos. El doctor, desconcertado, pregunta al dueño del Willwood Inn quién vivía en la casa de la colina, el dueño responde que esa casa ha estado vacía por mucho tiempo; el doctor insiste en que la hija del señor de la casa del monte le ha mencionado que aún vive ahí, pero el dueño le responde que su hija ha muerto justo hace tres años. El cuento termina en el momento que el protagonista va en busca de la mujer esperándola recostado en una piedra. Finalmente, cuando tiempo después las personas encuentran al doctor, estas piensan que está dormido.